# 21065 Jamesmelka
21065 Jamesmelka este un asteroid din centura principală de asteroizi.

## Descriere
21065 Jamesmelka este un asteroid din centura principală de asteroizi. A fost descoperit pe 10 iulie 1991 la Observatorul Palomar de Eleanor Francis Helin. Asteroidul prezintă o orbită caracterizată de o semiaxă mare de 3,13 ua, o excentricitate de 0,21 și o înclinație de 16,6° în raport cu ecliptica.